# Sous la terreur (film, 1936)
Pour les articles homonymes, voir Sous la terreur.
Pour plus de détails, voir Fiche technique et Distribution.
Sous la terreur est un film français de Marcel Cravenne et Giovacchino Forzano sorti en 1936.

## Synopsis
Pendant la révolution française en 1793, un député de la Convention, séduit par la comtesse de Beaulieu, l'aide à découvrir la vérité sur les relations entre Agnès de Fitz-James et le comte qui a été guillotiné.

## Fiche technique
- Titre : Sous la terreur
- Réalisation : Marcel Cravenne et Giovacchino Forzano
- Scénario : Alexandre Arnoux
- Décors : Antonio Valente
- Photographie : Mario Albertelli
- Musique : Michel Lévine
- Sociétés de production : Forzano Film et Renaissance Production
- Format :  Son mono  - Noir et blanc
- Genre : Film historique
- Durée : 77 minutes
- Date de sortie : 
  - France : 22 mai 1936

## Distribution
- Pierre Alcover : Sanson
- Paul Amiot : Yel
- Marie Bell : La comtesse Anne-Marie de Beaulieu
- Jacques Berlioz : Le duc de Fitz-James
- Simone Bourday : Agnès de Fitz-James
- Roger Hédouin : Couthon
- Rolla Norman : Le comte André de Beaulieu
- Philippe Richard : Danton
- Henri Rollan : Le conventionnel Roland Delaunay